# Rapimento (film 1973)
Rapimento (Kidnapped) è un mediometraggio d'animazione televisivo del 1973 diretto da Leif Gram. Basato sul romanzo del 1886 Il ragazzo rapito di Robert Louis Stevenson, il film fu prodotto dallo studio d'animazione australiano Air Programs International per il ciclo Famous Classic Tales della CBS, dove fu trasmesso il 22 ottobre 1973. È stato distribuito in VHS col titolo Il fanciullo rapito.

## Trama
Nella Scozia del 1751 il diciassettenne David Balfour, dopo la morte del padre, si reca dal suo unico parente in vita: suo zio Ebenezer, che vive nella tenuta ancestrale della sua famiglia, la Casa di Shaws a Cramond. Trova però la casa in rovina e uno zio restio ad accoglierlo, e scopre inoltre che suo padre potrebbe essere stato più vecchio di suo zio, rendendo così David il legittimo erede della tenuta. Il mozzo di una nave, Ransome, arriva la mattina dopo e dice a Ebenezer che il capitano Hoseason del brigantino Covenant ha bisogno di incontrarlo per discutere di affari. Ebenezer porta David a un molo sul Firth of Forth dove Hoseason attende, e qui si accorda con il capitano perché David venga rapito e venduto come schiavo nelle Caroline. La nave però finisce in un banco di nebbia vicino alle Ebridi e colpisce una piccola imbarcazione del cui equipaggio si salva solo un uomo, Alan Breck Stewart, che viene portato a bordo e offre a Hoseason una grossa somma di denaro per lasciarlo sulla terraferma. David in seguito sente invece l'equipaggio che complotta per uccidere Alan. David e Alan si barricano quindi nella cabina e sconfiggono l'equipaggio, così il capitano è costretto a sbarcarli sulla terraferma. Alan, che è un giacobita, racconta a David che l'agente del re Colin Campbell ha giurato di catturarlo.
Il Covenant si incaglia sulle famigerate Torran Rocks e David e Alan vengono separati nella confusione: David viene portato a riva sull'isola di Erraid, mentre Alan e l'equipaggio sopravvissuto remano verso la salvezza su quella stessa isola. David si risveglia il mattino dopo e, mentre sta cercando l'amico, incontra proprio Campbell. Quando lo ferma per chiedergli indicazioni, un cecchino uccide l'agente del re. David viene accusato di essere una spia e fugge, riunendosi per caso con Alan. Il giovane crede che Alan sia l'assassino, cosa che egli nega. Durante la loro lunga fuga dai soldati del governo incontrano Cluny Macpherson, un capoclan diventato fuorilegge, che li porta nel suo rifugio. Dopo un altro lungo cammino e varie peripezie, David e Alan vengono traghettati di nascosto fino a North Queensferry. Qui incontrano il notaio di Ebenezer, il signor Rankeillor, che accetta di aiutare David a rivendicare la sua eredità. David e l'avvocato si nascondono tra i cespugli fuori dalla casa di Ebenezer mentre Alan gli parla, offrendosi di uccidere David per la stessa cifra che Ebenezer aveva dato a Hoseason. Ebenezer ammette di aver pagato a Hoseason "venti sterline", così David e Rankeillor emergono dai loro nascondigli. Mentre Rankeillor discute con Ebenezer in casa, David e Alan si salutano e si separano.

## Cast vocale
Il cast vocale originale è composto da:
- Fred Betts
- Alistair Duncan
- Ron Haddrick
- John Llewellyn
- Brenda Senders[1]

## Distribuzione

### Edizione italiana
L'edizione italiana del film fu trasmessa a partire dal 1980 su alcune televisioni locali. Il doppiaggio fu eseguito presso la SEDIF con la collaborazione dei doppiatori della CVD.

### Edizioni home video
Il film fu pubblicato in VHS in America del Nord nel 1986 dalla MGM/UA Home Video e in Italia nel 1991 dalla De Agostini nella collana per l'edicola I grandi racconti d'avventura (dove era abbinato a un albo illustrato tratto da esso), col titolo Il fanciullo rapito.